# Gian Carlo Oli
Gian Carlo Oli (Firenze, 30 maggio 1934 – Firenze, 13 luglio 1996) è stato un lessicografo e linguista italiano.

## Biografia
Laureatosi nel 1957 in letteratura italiana, pubblicò subito dopo alcuni saggi stilistici sul Poliziano. Professore nei licei, si dedicò allo studio della lingua italiana occupandosi della parte lessicale del Vocabolario della lingua italiana, scritto assieme a Giacomo Devoto e pubblicato per la prima volta nel 1971 da Le Monnier. L'incontro con Devoto avvenne grazie a Giovanni Nencioni, allora presidente dell'Accademia della Crusca.
Dopo la morte di Devoto (1974) curò da solo il successivo aggiornamento delle varie edizioni del dizionario, non tralasciando l'apporto dei dialetti e di altre lingue nell'evoluzione del lessico italiano contemporaneo. A partire dall'edizione del 2004 l'opera venne curata da Luca Serianni e Maurizio Trifone.
Nel 1993, dopo aver lavorato in Israele e in Venezuela come addetto culturale, si iscrisse alla Lega Nord. Alle elezioni del 1994 venne quindi candidato al Senato dalla coalizione del Polo delle Libertà per il collegio di Firenze-Scandicci, venendo però sconfitto da Graziano Cioni dei Progressisti.
Morì nella notte tra il 13 e il 14 luglio 1996, dopo essere stato ricoverato d'urgenza nella clinica Villa Santa Chiara di Firenze.